# Richard Olivier de Longueil

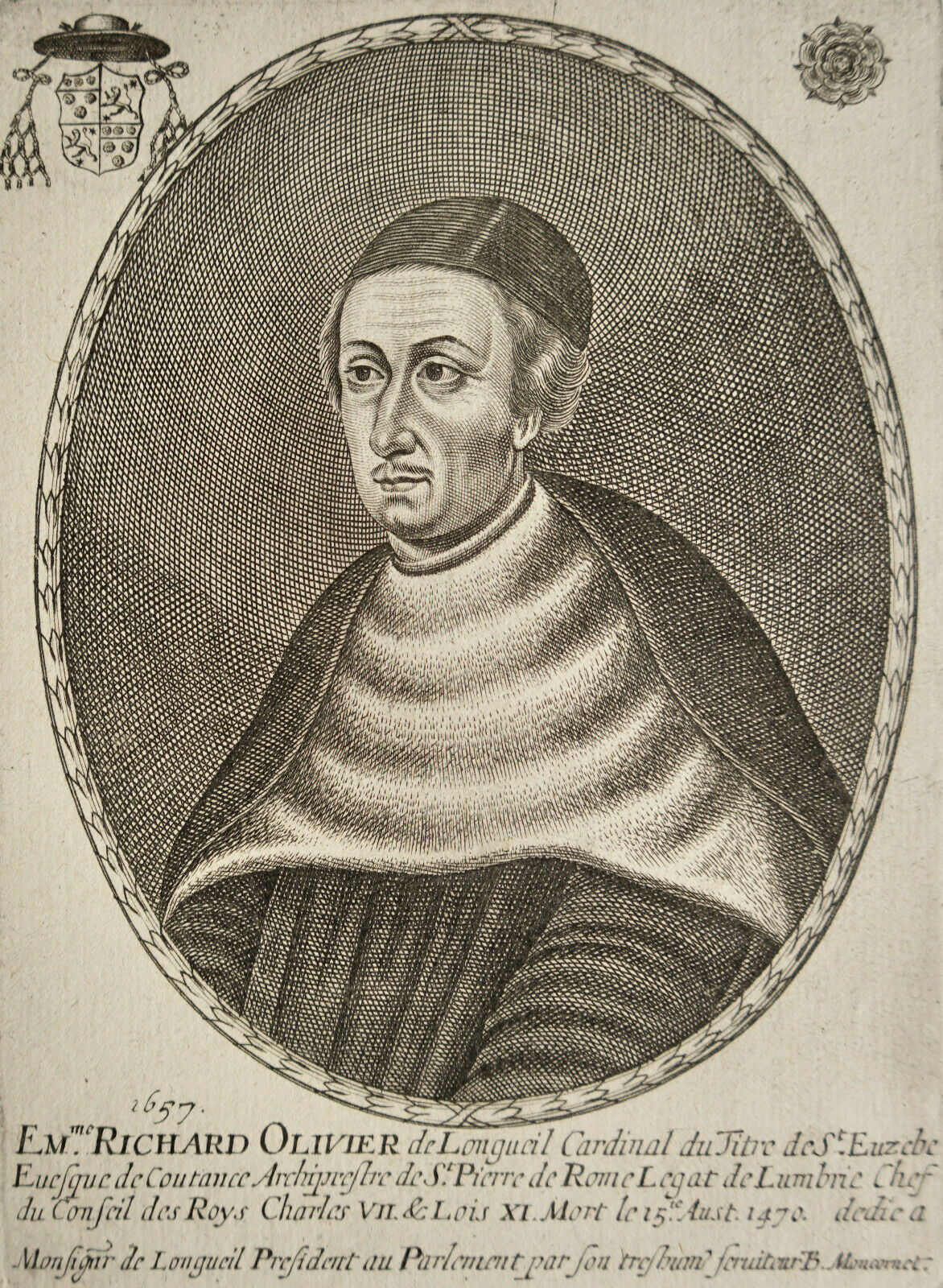
Richard Olivier de Longueil

Richard Olivier de Longueil (* 27. Dezember 1406 in Lisieux, Herzogtum Normandie, Frankreich; † 1. Januar 1470 in Sutri, Kirchenstaat) war ein französischer Geistlicher.

## Leben
Richard Olivier de Longueil wurde am 18. Dezember 1406 in Lisieux als Sohn von Guillaume III. de Longueil, Sieur von Eu, und dessen zweiter Frau, Catherine de Bourguenole, geboren. Seine Familie war eine alte Adelsfamilie aus der Normandie.
Nach dem Erwerb des Lizentiats der Rechtswissenschaften wurde Longueil Apostolischer Protonotar. Anschließend wurde er Präsident der Chambre des comptes und Kantor der Kathedrale von Lisieux. Er wurde Kanoniker der Kathedrale von Rouen und Archidiakon von Eu. Im Jahr 1452 wollte ihn das Domkapitel der Kathedrale von Rouen zum Erzbischof von Rouen ernennen, doch er lehnte ab.
1453 wurde er zum Bischof von Coutances gewählt. Am 28. September 1453 wurde er zum Bischof geweiht. Am 3. Oktober 1453 wurde er von Papst Calixt III. als Bischof bestätigt und am 12. Mai 1454 legte er Karl VII. von Frankreich den Treueeid ab. Bis zu seinem Tod hatte er den Bischofssitz von Coutances inne.
Am 11. Juni 1455 ernannte Papst Kallixt III. Bischof Longueil zusammen mit Guillaume d’Estouteville, Erzbischof von Rouen, und Guillaume Chartier, Bischof von Paris, zu Mitgliedern einer päpstlichen Kommission, die mit der posthumen Wiederaufnahme des Prozesses gegen Jeanne d’Arc beauftragt wurde. Ihre Rehabilitierung wurde am 7. Juli 1456 im erzbischöflichen Palast von Rouen verkündet. Zufrieden mit diesem Ergebnis ernannte Karl VII. Longueil zum Mitglied des Grand Conseil und ehrte ihn später mit seinem Vertrauen, indem er ihn zu Karls Gesandtem auf einer Mission zu Philipp dem Guten, Herzog von Burgund, ernannte.
Auf Ersuchen des Königs von Frankreich ernannte Papst Kallixt III. Longueil im Konsistorium vom 17. Dezember 1456 zum Kardinalpriester. Am Konklave 1458 nahm er nicht teil und der rote Kardinalshut kam erst später im Jahr 1458 nach Frankreich. Kurz darauf schlug er in den Generalständen vor, die Pragmatische Sanktion von Bourges (1438) aufzuheben. Für diese Aktion wurde er von Papst Pius II. gelobt und von den Ständen mit einer Geldstrafe von 10.000 Livres belegt.
Am 15. August 1461 nahm er an der Krönung Ludwigs XI. von Frankreich teil und trat kurz darauf als Präsident der Chambres des comptes zurück.
Ludwig XI. widerrief die Pragmatische Sanktion von Bourges, und Kardinal Longueil war Teil einer Delegation (darunter auch Jean Jouffroy, Bischof von Arras), die den Papst informieren sollte. Sie trafen am 12. März 1462 in Rom ein, wurden am 14. März 1462 vom Papst empfangen, und die Zeremonie zur Anerkennung der Aufhebung der Pragmatischen Sanktion fand am 16. März 1462 in einem Konsistorium statt. Im selben Konsistorium wurde Longueil die Titelkirche Sant’Eusebio verliehen.
Kardinal Longueil ließ sich von nun an in Rom nieder und wurde ein enger Berater des Papstes. Da er Frankreich verlassen hatte, erließ der Conseil du Roi am 24. Mai 1463 einen Befehl zur Aufhebung aller seiner Pfründen.
Er nahm am Konklave 1464 teil, bei dem Papst Paul II. gewählt wurde. Der neue Papst ernannte ihn zum Erzpriester des Markusdoms in Venedig. Am 1. Oktober 1464 ernannte ihn der Papst zum päpstlichen Legaten in Perugia. Am 10. Februar 1468 kehrte er nach Rom zurück.
Am 17. August 1470 wurde er zum Kardinalbischof von Porto-Santa Rufina ernannt.
Er starb am 19. August 1470 in Sutri. Er wurde unter dem Altar der Kapelle Santa Petronila im Petersdom bestattet. Bis zur Französischen Revolution wurde seines Todes am 1. August in der Kathedrale von Rouen gedacht.